# Errigoiti
Errigoiti (spanisch Rigoitia) ist eine Gemeinde (Municipio) in der spanischen Provinz Bizkaia der Autonomen Gemeinschaft Baskenland in der Comarca Busturialdea (Duranguesado). Errigoiti hat 511 Einwohner (Stand: 2024), die mehrheitlich baskischsprachig sind, und besteht aus den Ortschaften Atxikas-Rekalde, Eleizalde-Olabarri, Metxikas und Uria.

## Lage
Errigoiti liegt etwa 28 Kilometer ostnordöstlich von Bilbao in einer Höhe von ca. 240 m nahe der Atlantikküste.  

## Einwohnerentwicklung
| 1970 | 1981 | 1991 | 2001 | 2011 | 2021 |
| ---- | ---- | ---- | ---- | ---- | ---- |
| 671  | 518  | 440  | 476  | 557  | 489  |

## Sehenswürdigkeiten
- Marienkirche in Idoibaltzaga
- Laurentiuskapelle
- Kreuzkapelle
- Antoniuskapelle
- Rathaus

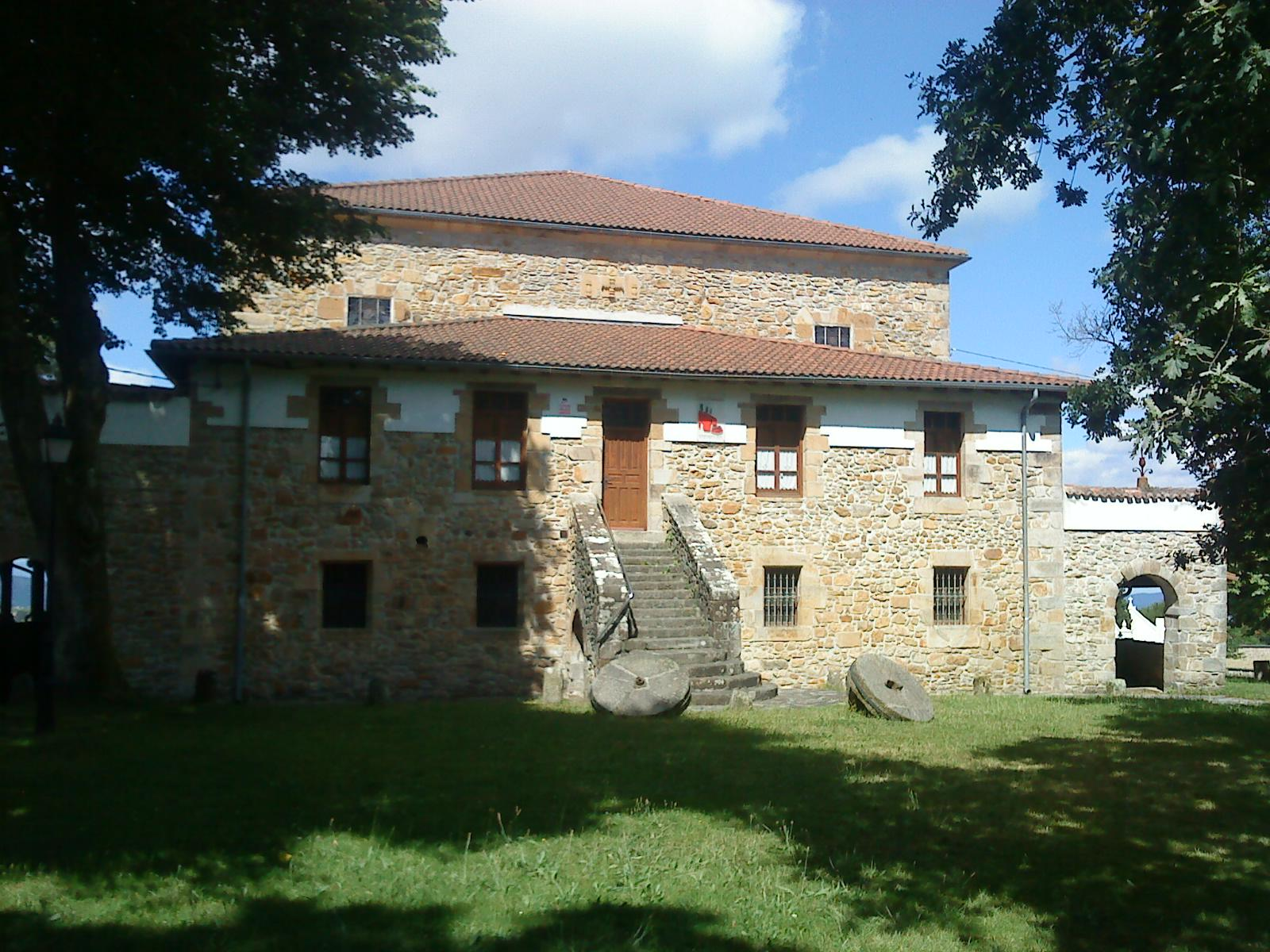
Marienkirche
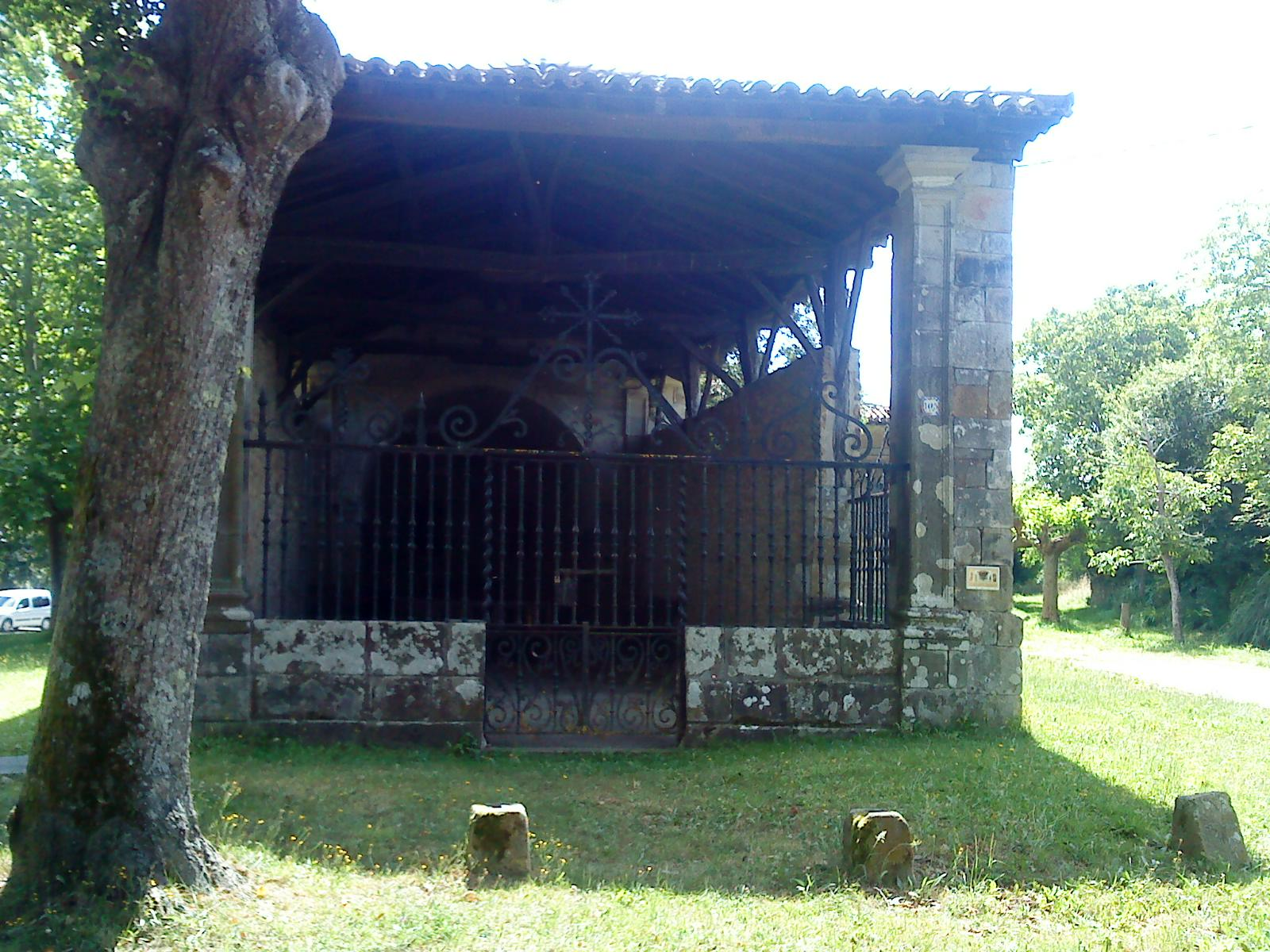
Antoniuskapelle
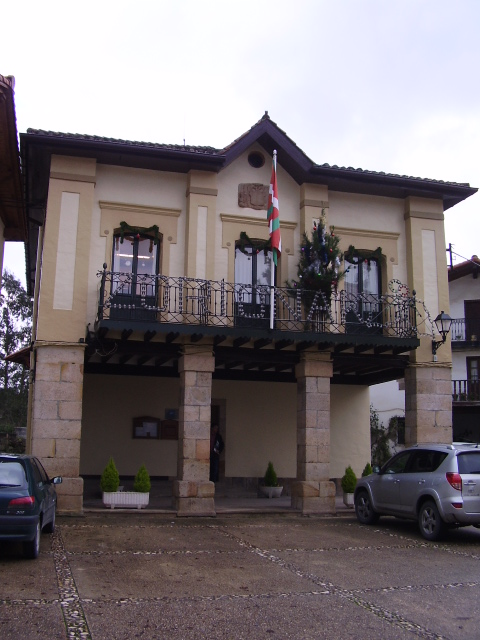
Rathaus

## Persönlichkeiten
- José Oleaga Guerequiz (1911–1961), römisch-katholischer Ordensgeistlicher, Apostolischer Präfekt von San Francisco Javier